# Лондонський договір (1854)
Лондонський договір 1854 року — тристороння угода між Великою Британією, Османською імперією та Францією про оборонний і наступальний союз проти Російської імперії. Було підписано 10 квітня 1854 року, тобто після оголошення війни Росії Великою Британією та Францією. Цей договір доповнив та розширив Константинопольський союзний договір, підписаний цими державами 12 березня, тобто ще до оголошення війни Російській імперії.

## Зміст
Підписанти договору домовилися, що західні держави, запрошені османським султаном до захисту від нападу з боку Російської імперії, що загрожує його незалежності, і переконані в необхідності існування Османської імперії в її існуючих межах для збереження європейської рівноваги, прийняли це запрошення і тому зобов'язалися для захисту османських володінь відправити достатню кількість сухопутних військ як у європейський, так і на азійський театр бойових дій.
Передбачалося, що три союзні уряди будуть спільно вести військові операції проти Росії і негайно сповіщати один одного про кожну пропозицію російського уряду, що дійшла до них, стосовно перемир'я або миру, причому Османська імперія зобов'язувалася не починати жодних важливих заходів і не входити в жодні переговори з російським урядом без згоди та повідомлення своїх союзників.
Договір, перш за все, забезпечував інтереси зовнішньої політики Великої Британії та Франції. Зобов'язання, покладені на Османську імперію, позбавили її суверенітету і не дозволили їй вийти з війни, хоча впливові османські кола після окупації Дунайських князівств російськими військами схилялися до миру.

## Публікації
- Bulletin des lois de la République Française. — P. , 1854, t. 3.
- De Clercq M. Recueil des traités de la France publié sous les auspices de M. C. De Freycinet. — P. , 1880, t. 6.